# Pieter Behaeghel
Pieter Behaeghel (Tielt, (doopdatum) 28 augustus 1783 - Brugge, 11 december 1857) was een Vlaams schrijver en taalkundige. Zijn naam komt ook voor als Behaegel, Behaghel en Behagele.

## Levensloop
Hij was een zoon van de Tieltse drukker Louis Behaeghel en van Joanna Noppe. Hij trouwde met Marie De Decker uit Tielt en ze kregen dertien kinderen.
Hij ging naar school bij de paters recolletten in Tielt en vervolgens (als kandidaat-priester) aan het Grootseminarie in Gent. In 1804, na de sluiting van dit seminarie, studeerde hij in Linz (Oostenrijk) en in Utrecht.
Na eerst kostschoolhouder en onderwijzer te zijn geweest in Sint-Baafs-Vijve en Wakken, stichtte hij in 1810 in Torhout een school die succes kende en waaruit later de normaalschool Sint-Jozef groeide. In 2021 noemde de opvolger van deze scholen, de Scholengroep Sint-Rembert, een nieuw bouwproject naar Pieter Behaeghel, verwijzende naar de oorsprong van het Torhoutse onderwijs. 
Behaeghel behoorde tot de West-Vlaamse taalparticularisten en streed zowel tegen het Verenigd Koninkrijk der Nederlanden als tegen de 'Hollandse' spelling. Aanvankelijk gewonnen voor het naar elkaar toegroeien van het Noord-Nederlands en het Vlaams, werd hij na 1830 uitgesproken anti-Hollands. Hij werd een van de hoofdspelers in de spellingoorlog en voerde hierover polemieken met o.a. Jan Frans Willems. Voor hem waren Vlaams en Nederlands voortaan afzonderlijke talen.
Priester Leo de Foere trad als een soort promotor op ten overstaan van Behaeghel en ondersteunde hem in zijn taalstrijd, onder meer in zijn blad Le Spectateur Belge.
Behaeghel stichtte of werkte mee aan publicaties:
- Tijdschrift der Onderwijzers,
- Nieuwe Bijdragen,
- De Waeren Belg.

## Publicaties
- Nederduytsche Spraakkunst, 3 delen, 1817.
- Verhandeling over de vlaamsche spelkonst (...), 2 delen, 1837-1838.